# Прасат Мыанг Там
Прасат Мыанг Там (тайск. ปราสาทเมืองต่ำ — крепость в низине) — комплекс кхмерских храмов в провинции Бурирам, исторический край Исан в Таиланде.

## География
Находится у подножия потухшего вулкана недалеко от границы с Камбоджой. На вершине этой горы находится другой, более известный, комплекс храмов Пханом Рунг.

## История
Мыанг Там построен между X и XI веками в стиле Ангкор-Вата во время расцвета Кхмерской империи, когда Таиланд был в её составе. Его размещение обязано пути из Ангкор-Тхома (нынешний Сиемреап в Камбоодже) в Пхимай (в провинции Накхонратчасима, Таиланд). Храм посвящён индуистскому божеству Шиве и функционировал три века, после чего пришёл в упадок.

## Архитектура

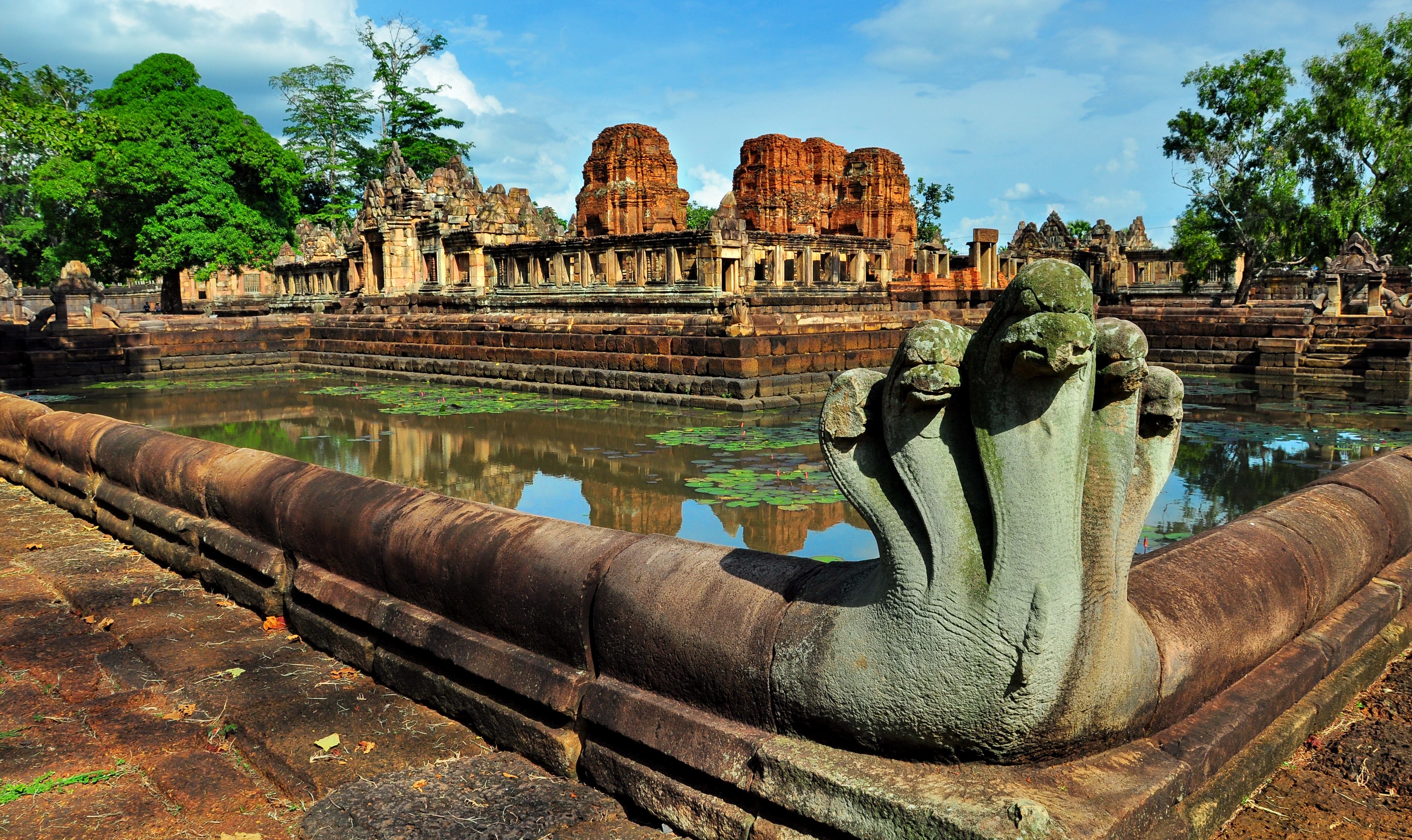
Пятиглавая нага

На севере от Мыанг Тама находится барай (искусственный водоем, резервуар) 1000 м длиной и 500 шириной. Оно символизирует океан, окружающий гору Меру — центр вселенной по индуистской космологии.
Комплекс Мыанг Там имеет квадратную форму, подобную янтре и мандале. По сравнению с другими кхмерскими храмовыми комплексами он довольно мал. Стены сложены из камня латерит. По центру каждой стороны обустроены ворота, среди которых восточные служат центральным входом. В пределах комплекса расположены четыре Г-образных пруда со ступеньками, ведущими прямо к воде. На углах водоёмов установлены пятиглавые наги. Пруды символизируют океан вокруг горы Меру.
Широкая улица ведёт к внутреннему святилищу, в котором проходили индуистские церемонии. Оно огорожено квадратной галереей с тремя проходами c гопурамами. Галерея символизирует границы Джамбвудвипи — континент, на котором согласно индуистской космологии живут люди. Перемычки над проходами к святилищу сохранили в хорошем состоянии резные барельефы X века, которые изображают Шиву, Уму и других персонажей индуистской мифологии.

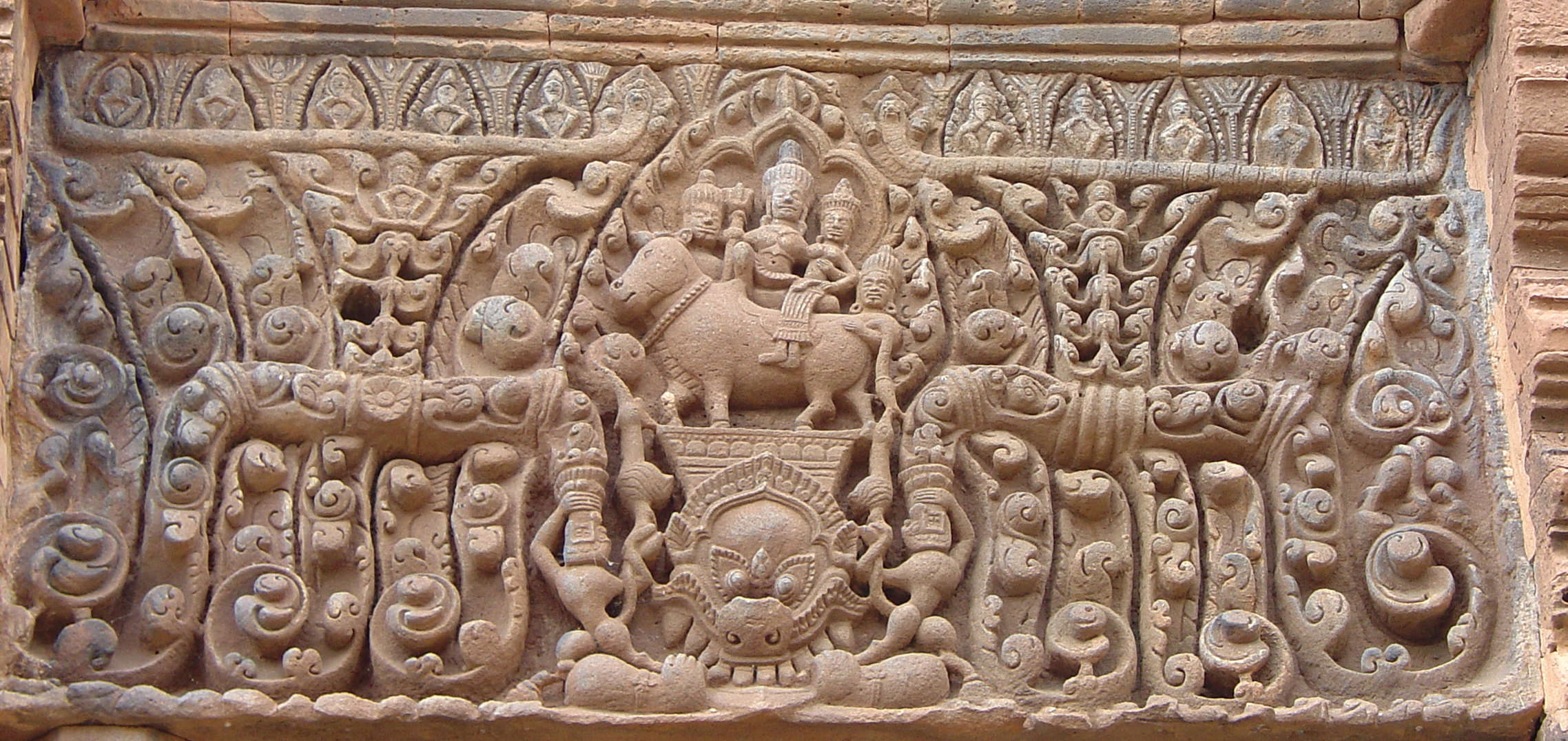
Перемычки с барельефами

В святилище размещены пять башен-пранг (четыре малых и одна центральная большая) из песчаника на низкой платформе. Центральный пранг, символизирующий гору Меру, не сохранился. Также здесь была библиотека, где хранились индуистские святые писания.

## Туризм
Ближайший городок Нангронг (тайск. นางรอง, англ. Nang Rong) расположен в 40 км. В городе имеются отели, а также возможно арендовать мотобайк.
Ближайший современный город Бурирам расположен 70 километрах. Доехать общественным транспортом до храма сложно, поэтому посетить его можно только в составе туристических групп, или на собственном автомобиле. В Бурираме купить тур в Мыанг Там можно в любом отеле. Храмовый комплекс открыт с 6 утра до 6 вечера, стоимость билета — 100 батов.